# クリスティアン・ハインリヒ・フォン・ナーゲル

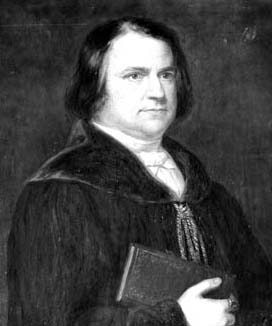
クリスティアン・ハインリヒ・フォン・ナーゲル

クリスティアン・ハインリヒ・フォン・ナーゲル（独: Christian Heinrich von Nagel、1803年2月28日 - 1882年10月27日）は、 シュトゥットガルト出身のドイツの幾何学者。

## 経歴
ギムナジウム卒業後の1817年、Evangelical Seminaries of Maulbronn and Blaubeurenへ通学する。1821年から1825年までの4年間、テュービンガー・シュティフトで神学を学ぶ。卒業後すぐに数学に興味を持ち、テュービンゲンの中等教育学校と、ライシーアムで数学と理科の教師となった。1826年にはすでに、「De triangulis rectangulis ex algebraica aequatione construendis」という題で、地元の哲学部で博士号を獲得している。1830年までは、テュービンゲンで私講師を務めた。同年、ギムナジウムの教職の賃金がより高いウルムへ越した。その後、実科学校付属校の大学総長として勤務した。1875年、叙勲された。1882年、ウルムで没した。
彼の最も偉大な功績として、三角形幾何学のナーゲル点が知られている。

## 作品
- 1826年:De triangulis rectangulis ex algebraica aequatione construendis（「鋭角三角形の代数方程式による解釈」の意）
- 1836年、ライプツィヒ:Untersuchungen über die wichtigsten zum Dreiecke gehöhrigen Kreise. Eine Abhandlung aus dem Gebiete der reinen Geometrie（「三角形の重要な円の研究、純粋幾何学の場の小論」の意）